# Попов, Николай Васильевич (инженер)
Николай Васильевич Попов (? — 1895) — инженер-технолог.
В продолжение 20 лет (1866—1886) занимал должность механика при управлении гальванической частью Инженерного корпуса. Попов основательно изучил минное дело и, в качестве механика, обучал офицеров и нижних чинов минному делу и принимал участие в комиссии по разработке этого дела. Попов произвёл несколько улучшений и усовершенствований в минном искусстве (гальвано-ударную мину, пробковый запал и др.). Попов написал ряд статей по своей специальности.